# 泰普卡

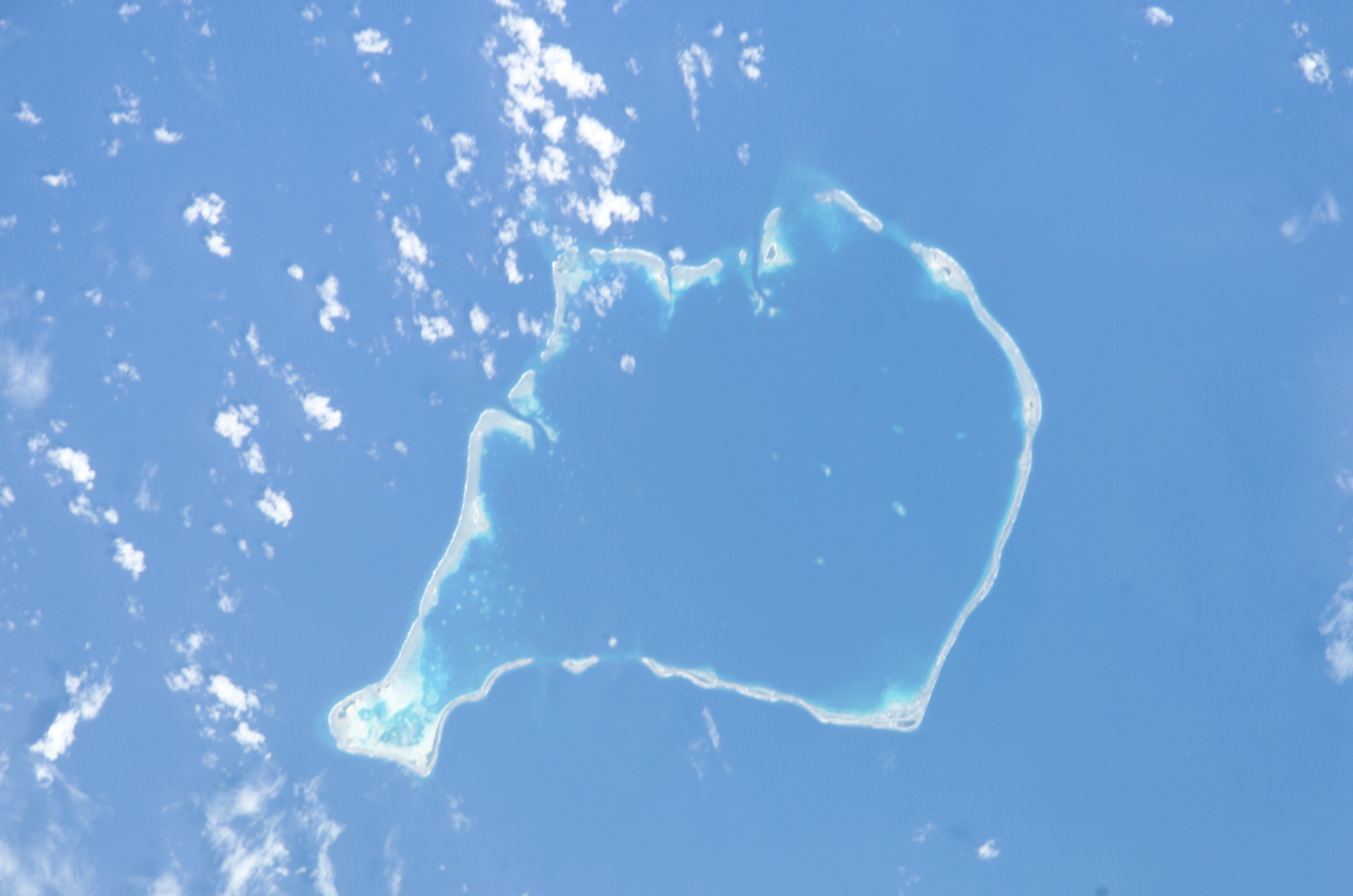
富納富提全圖

泰普卡（英語：Tepuka）是太平洋島國圖瓦盧首都富納富提的島嶼，位於丰阿法莱以西18公里，長400米、寬560米，面積0.12平方公里，最高點海拔高度2米，島上無人居住。